# 同兴镇 (灌云县)
同兴镇是中华人民共和国江苏省连云港市灌云县下辖的一个镇。
2013年1月6日，江苏省人民政府批复同意撤销同兴镇、伊芦乡，将原同兴镇和伊芦乡所辖区域合并，设立新的同兴镇，镇政府驻原同兴镇同兴居委会。

## 行政区划
同兴镇下辖以下村级行政区划单位：
同兴社区、大兴社区、闸南村、永进村、徐庄村、金跳村、小圩村、龙王口村、头队村、先进村、团荡村、马沟村、张宝山村、山北村、鲁南村、亚芦村、伊芦村、轴北村、罘山村、李庄村、济永村、和圩村、膘头村、毛场村、五里村、玉兴村、玉山村、三川村、兴高村和唐圩村。